# Strzelectwo na Letnich Igrzyskach Olimpijskich 1924
Strzelectwo na Letnich Igrzyskach Olimpijskich 1924 w Paryżu rozgrywane było w dniach 23 czerwca–9 lipca 1924 r.
Rywalizowano w 10 konkurencjach, w tym 4 drużynowych (po raz ostatni w historii igrzysk). Strzelanie na dystansie 600 m przeprowadzono w Châlons-sur-Marne, strzelanie na leżąco w Tinqueux, trap w Issy-les-Moulineaux, a pozostałe konkurencje na strzelnicy w Wersalu. Najlepszy wynik medalowy osiągnął Ole Lilloe-Olsen, który wywalczył 2 złote i 1 srebrny krążek.

## Medaliści

### Pistolet szybkostrzelny, 25 m, indywidualnie
| Lp. | Państwo           | Zawodnik          | Wynik |
| --- | ----------------- | ----------------- | ----- |
| 1   | Stany Zjednoczone | Henry Bailey      | 18    |
| 2   | Szwecja           | Vilhelm Carlberg  | 18    |
| 3   | Finlandia         | Lennart Hannelius | 18    |

### Karabin, na leżąco, 50 m, indywidualnie
| Lp. | Państwo           | Zawodnik                 | Wynik |
| --- | ----------------- | ------------------------ | ----- |
| 1   | Francja           | Pierre Coquelin de Lisle | 398   |
| 2   | Stany Zjednoczone | Marcus Dinwiddie         | 396   |
| 3   | Szwajcaria        | Josias Hartmann          | 394   |

### Karabin dowolny, 600 m, indywidualnie
| Lp. | Państwo           | Zawodnik      | Wynik              |
| --- | ----------------- | ------------- | ------------------ |
| 1   | Stany Zjednoczone | Morris Fisher | 95 (dogrywka – 48) |
| 2   | Stany Zjednoczone | Carl Osburn   | 95 (dogrywka – 45) |
| 3   | Dania             | Niels Larsen  | 94                 |

### Karabin dowolny: 400 m, 600 m, 800 m, drużynowo
| Lp. | Państwo           | Zawodnik                                                                          | Wynik |
| --- | ----------------- | --------------------------------------------------------------------------------- | ----- |
| 1   | Stany Zjednoczone | Raymond Coulter, Joseph Crockett, Morris Fisher, Sidney Hinds, Walter Stokes      | 676   |
| 2   | Francja           | Paul Colas, Albert Courquin, Pierre Hardy, Georges Roes, Émile Rumeau             | 646   |
| 3   | Haiti             | Ludovic Augustin, Destin Destine, Eloi Metullus, Astrel Rolland, Ludovic Valborge | 646   |

### Biegnący jeleń, strzał pojedynczy, 100 m, indywidualnie
| Lp. | Państwo           | Zawodnik              | Wynik              |
| --- | ----------------- | --------------------- | ------------------ |
| 1   | Stany Zjednoczone | John Boles            | 40                 |
| 2   | Wielka Brytania   | Cyril Mackworth-Praed | 39 (dogrywka – 19) |
| 3   | Norwegia          | Otto Olsen            | 39 (dogrywka – 17) |

### Biegnący jeleń, strzał pojedynczy, 100 m, drużynowo
| Lp. | Państwo           | Zawodnik                                                          | Wynik |
| --- | ----------------- | ----------------------------------------------------------------- | ----- |
| 1   | Norwegia          | Einar Liberg, Ole Lilloe-Olsen, Harald Natvig, Otto Olsen         | 160   |
| 2   | Szwecja           | Otto Hultberg, Mauritz Johansson, Fredric Landelius, Alfred Swahn | 154   |
| 3   | Stany Zjednoczone | John Boles, Raymond Coulter, Dennis Fenton, Walter Stokes         | 148   |

### Biegnący jeleń, strzał podwójny, 100 m, indywidualnie
| Lp. | Państwo         | Zawodnik              | Wynik              |
| --- | --------------- | --------------------- | ------------------ |
| 1   | Norwegia        | Ole Lilloe-Olsen      | 76                 |
| 2   | Wielka Brytania | Cyril Mackworth-Praed | 72 (dogrywka – 22) |
| 3   | Szwecja         | Alfred Swahn          | 72 (dogrywka – 16) |

### Biegnący jeleń, strzał podwójny, 100 m, drużynowo
| Lp. | Państwo         | Zawodnik                                                         | Wynik |
| --- | --------------- | ---------------------------------------------------------------- | ----- |
| 1   | Wielka Brytania | Cyril Mackworth-Praed, Philip Neame, Herbert Perry, Allen Whitty | 263   |
| 2   | Norwegia        | Einar Liberg, Ole Lilloe-Olsen, Harald Natvig, Otto Olsen        | 252   |
| 3   | Szwecja         | Axel Ekblom, Mauritz Johansson, Fredric Landelius, Alfred Swahn  | 250   |

### Trap indywidualnie
| Lp. | Państwo           | Zawodnik     | Wynik |
| --- | ----------------- | ------------ | ----- |
| 1   | Węgry             | Gyula Halasy | 98    |
| 2   | Finlandia         | Konrad Huber | 98    |
| 3   | Stany Zjednoczone | Frank Hughes | 97    |

### Trap drużynowo
Zawodnicy o nazwiskach zapisanych kursywą osiągnęli w swoich drużynach najsłabsze rezultaty, które nie były wliczane do łącznego wyniku.
| Lp. | Państwo           | Zawodnik                                                                                        | Wynik |
| --- | ----------------- | ----------------------------------------------------------------------------------------------- | ----- |
| 1   | Stany Zjednoczone | Frederick Etchen, Frank Hughes, Samuel Sharman, William Silkworth, John Noel, Clarence Platt    | 363   |
| 2   | Kanada            | George Beattie, John Black, James Montgomery, Samuel Vance, William Barnes, Samuel Newton       | 363   |
| 3   | Finlandia         | Werner Ekman, Konrad Huber, Robert Huber, Robert Tikkanen, Georg Nordblad, Karl Magnus Wegelius | 360   |

## Kraje uczestniczące
W zawodach wzięło udział 258 strzelców z 27 krajów:
| - Argentyna (8) - Austria (6) - Belgia (14) - Brazylia (1) - Czechosłowacja (18) - Dania (7) - Królestwo Egiptu (1) - Finlandia (15) - Francja (22) | - Grecja (7) - Haiti (5) - Hiszpania (1) - Holandia (11) - Kanada (6) - Meksyk (2) - Monako (4) - Norwegia (13) - Polska (7) | - Portugalia (8) - Rumunia (5) - Stany Zjednoczone (21) - Szwajcaria (7) - Szwecja (19) - Węgry (7) - Wielka Brytania (22) - Włochy (14) - Południowa Afryka (7) |

## Klasyfikacja medalowa
| Lp. | Państwo           |   |   |   | Razem |
| --- | ----------------- | - | - | - | ----- |
| 1.  | Stany Zjednoczone | 5 | 2 | 2 | 9     |
| 2.  | Norwegia          | 2 | 1 | 1 | 4     |
| 3.  | Wielka Brytania   | 1 | 2 | 0 | 3     |
| 4.  | Francja           | 1 | 1 | 0 | 2     |
| 5.  | Węgry             | 1 | 0 | 0 | 1     |
| 6.  | Szwecja           | 0 | 2 | 2 | 4     |
| 7.  | Finlandia         | 0 | 1 | 2 | 3     |
| 8.  | Kanada            | 0 | 1 | 0 | 1     |
| 9.  | Dania             | 0 | 0 | 1 | 1     |
| 9.  | Haiti             | 0 | 0 | 1 | 1     |
| 9.  | Szwajcaria        | 0 | 0 | 1 | 1     |